# Enver Hoxha

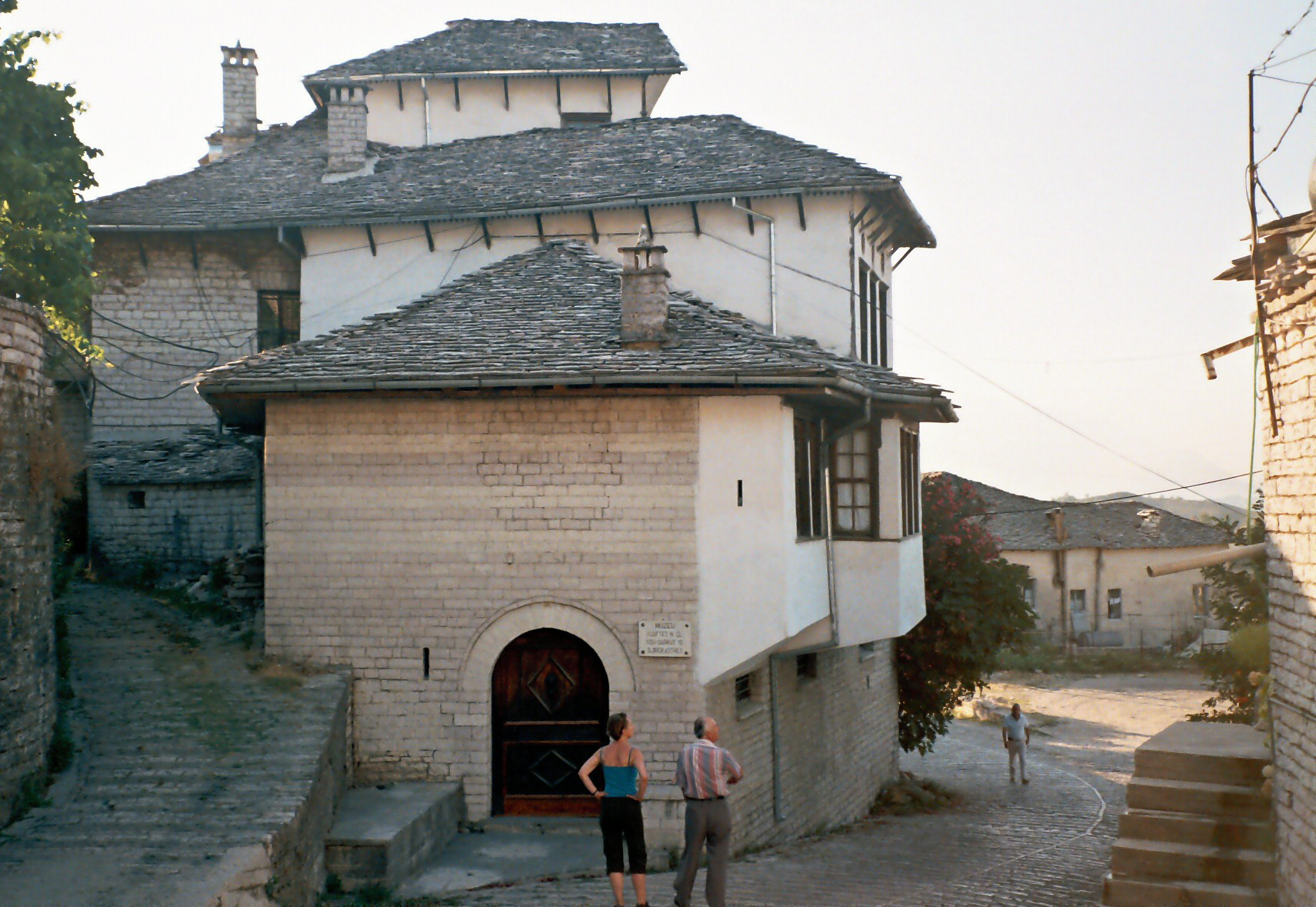
Het huis waar Hoxha in opgroeide in Gjirokastër

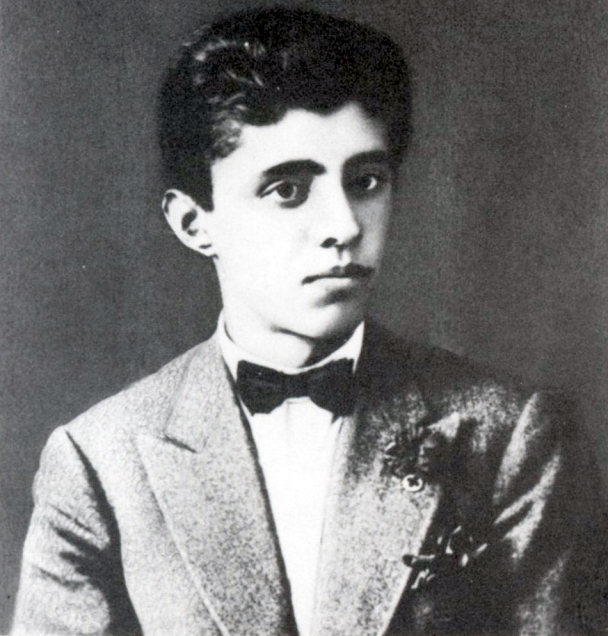
Enver Hoxha op achttienjarige leeftijd

Enver Halil Hoxha (uitspraakⓘ) /ɛnvɛɾ hɔʤa/ (Gjirokastër, 16 oktober 1908 – Tirana, 11 april 1985) was van 1944 tot zijn dood als secretaris-generaal van de Albanese Partij van de Arbeid de politieke leider van Albanië.
Albanië, dat in puin lag na de Tweede Wereldoorlog, kende onder leiding van Hoxha een snelle wederopbouw met financiële steun uit de Sovjet-Unie. Albanië werd geïndustrialiseerd en ontwikkelde een snelle economische groei, evenals een ongekende vooruitgang op het gebied van onderwijs en gezondheidszorg. Hoxha bouwde de eerste spoorlijn van Albanië, bestreed het analfabetisme onder volwassenen en leidde Albanië op weg naar zelfvoorziening op het gebied van landbouw. De heerschappij van Hoxha werd echter ook gekenmerkt door de eliminatie van de oppositie, gebruik van de doodstraf of lange gevangenisstraffen voor zijn politieke tegenstanders en deportatie van hun gezinnen naar afgelegen dorpen die strikt gecontroleerd werden door de politie en de geheime politie (Sigurimi).

## Biografie

### Jonge jaren
Hoxha werd op 16 oktober 1908 geboren in een bekhtasjitische Toskische familie in het zuidelijke Gjirokastër. Hij ontving een beurs om aan het Franstalige Albanese Nationale Lyceum te Korçë te studeren. In 1930 studeerde hij af en vervolgde zijn studie aan de Universiteit van Montpellier, waar hij datzelfde jaar echter zijn beurs verloor omwille van onvoldoende studieresultaat. Later trok hij naar Parijs waar hij in contact kwam met de Albanese oppositie tegen koning Zog. Van 1935 tot 1936 werkte hij als secretaris op het Albanees consulaat in Brussel, en van 1937 tot 1939 was hij terug in Albanië waar hij Frans doceerde aan het Korça Lyceum en aldaar ook als bibliothecaris fungeerde. Na de Italiaanse invasie van april 1939 kwam Hoxha via Gjirokastër weer in Tirana terecht waar hij in contact kwam met de communistische oppositie.

### Tweede Wereldoorlog
Op 8 november 1941 werd de Communistische Partij van Albanië opgericht, en hij trad toe tot het Centrale Comité. Hoxha appelleerde aan de brede Albanese bevolking tot verzet tegen de Italianen en de oorlog waarin zij Albanië hadden meegesleept. In maart 1943 werd Hoxha formeel benoemd tot Eerste Secretaris van de partij, bovendien fungeerde hij als politiek commissaris voor de Albanese partizanen, het Nationaal Bevrijdingsfront. Deze beweging trad al snel op de voorgrond ten koste van het monarchistisch verzet. Na de Italiaanse capitulatie in 1943 wisten de communistische partizanen zich van de meeste Italiaanse wapens meester te maken. Uiteindelijk werd het koning Zog verboden zijn land nog te betreden. Ook deden zich de eerste geschillen met de Joegoslavische partizanen voor in de vorm van communicatieproblemen leidend tot miscommunicatie en de Kosovo-kwestie (Kosovo was immers door Benito Mussolini bij Albanië gevoegd en Tito wilde dit terug, waar Hoxha niet erg warm voor liep). 

### Machtsovername
Toen de Duitsers de Balkan verlieten, werd een Nationaal Bevrijdingscomité opgericht met Hoxha als voorzitter. Op 22 oktober 1944 werd dit comité omgevormd tot Voorlopige Democratische Regering, met Hoxha als premier. Deze regering was onverbloemd communistisch: in tegenstelling tot in andere overgenomen landen namen de communisten niet deel aan coalities, en zoals in Joegoslavië was de Sovjet-Unie hier niet bij betrokken. Het Nationaal Bevrijdingsfront doopte zichzelf om tot Democratisch Front maar bleef nog steeds de facto een verlengstuk van de Communistische Partij. Op 2 december nam dit Democratisch Front als enige partij deel aan de verkiezingen, en ontving 93% van de stemmen. Op 11 januari 1946 werd de monarchie afgeschaft en de Volksrepubliek Albanië opgericht. Hoxha was geen formeel staatshoofd maar met zijn positie als premier gecombineerd met die van Eerste Secretaris, was het iedereen in binnen- en buitenland duidelijk dat hij de lakens uitdeelde. In deze vroege jaren waren Hoxha´s prioriteiten de (weder)opbouw van Albanië en de consolidatie van de macht. Twee door de Britten en Amerikanen gesteunde pogingen in 1950 en 1952 om rebellen het land in te brengen en de bevolking aan te zetten tot opstand mislukten.

### Isolement
Door zijn vriendschap met en bewondering voor Jozef Stalin dreef hij na Stalins dood in 1953 zijn land het totale isolement in. 
Aanvankelijk was de relatie tussen Albanië en de andere communistische staten hartelijk. Albanese partizanen hadden zelfs na de bevrijding van hun eigen land in 1944-45 de Joegoslavische partizanen en het Rode Leger geholpen bij hun strijd tegen de Duitsers in Joegoslavië. Mettertijd wantrouwde Hoxha de Joegoslaven en vermoedde dat Tito Albanië economisch en wellicht zelfs politiek afhankelijk van Joegoslavië wilde maken. In 1948 kwam de breuk tussen Tito en Stalin Hoxha uitermate gelegen, en ook hij verbrak alle banden met Joegoslavië.

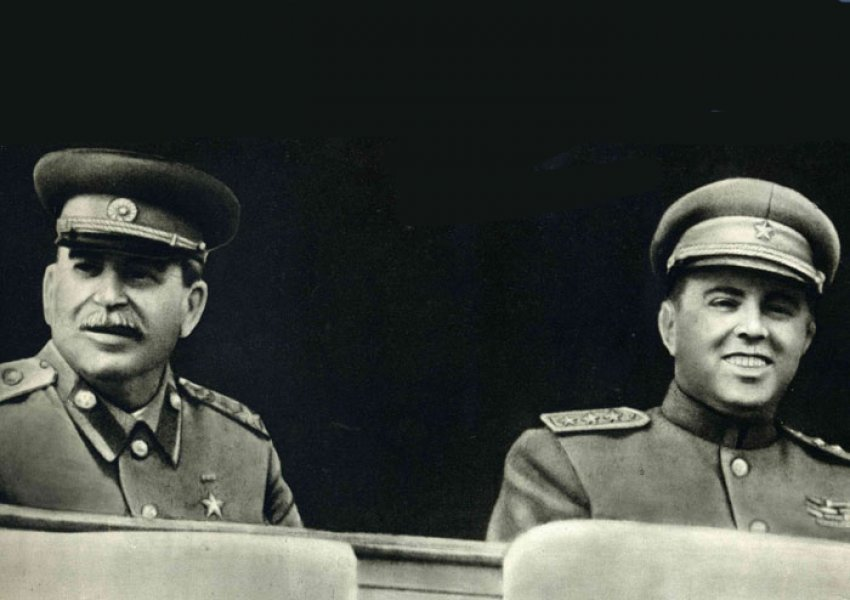
Jozef Stalin en Hoxha in Moskou in de jaren vijftig

Tot de dood van Stalin in 1953 was Albanië een trouw bondgenoot van de Sovjet-Unie. Het trad toe tot Comecon, stond de Sovjets toe een basis voor onderzeeërs te bouwen, en ontving tot 1960 omgerekend 200 miljoen Amerikaanse dollars aan hulp van de Sovjet-Unie. Toen Chroesjtsjov na Stalins dood kritiek op Stalin uitoefende, keerde Hoxha zich ook van de Sovjet-Unie af. Niet alleen was deze kritiek een ondermijning van zijn eigen legitimiteit, maar zag hij ook Chroesjtjovs economische specialisatiepolitiek niet zitten. Volgens deze politiek zouden de Oostbloklanden zich economisch specialiseren in de primaire sector en goederen aan de Sovjet-Unie leveren, die op zijn beurs industriële eindproducten zou leveren aan deze landen. Deze politiek maakte Albanië economisch afhankelijk van de Sovjet-Unie en belette de eigen industrialisatie. De relatie met de Sovjet-Unie verslechterde verder. Bij het Rode Schisma tussen de Sovjet-Unie en Volksrepubliek China koos Hoxha voor kant van de Chinese leider Mao. 

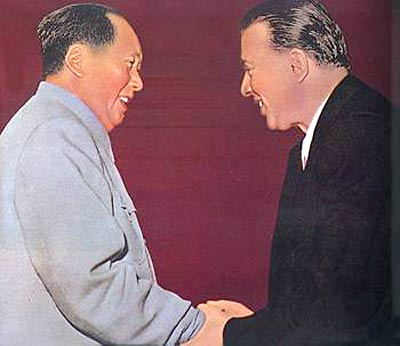
Mao Zedong en Enver Hoxha in 1956

Zo werd het kleine Albanië het enige maoïstische land van Europa, en ontving nu hulp uit China. Maar ook de relatie met China verslechterde, net als eerder de relaties met Joegoslavië en de Sovjet-Unie. Het bezoek van de Amerikaanse president Nixon aan China in 1971 werd betiteld als "verraad", waarop China impliciet dreigde hulp aan Albanië stop te zetten. Nadat China na Mao's dood in 1976 een nieuwe politieke lijn afkondigde, verslechterden de relaties nog verder. Een bezoek van Tito aan China was de druppel en Hoxha verklaarde dat Albanië de enige echte marxistisch-leninistische staat was. China zette hierop in 1978 alle hulp stop.
Zo werd Albanië het meest geïsoleerde land in Europa. Zonder "grote broer" die het land voorzag van hulp, grondstoffen en technologie kwam Albanië in economische moeilijkheden. De communistische lijn die Hoxha doorvoerde wordt wel met hoxhaïsme aangeduid.

### Hervormingen en repressie
Onder Hoxha's leiderschap voerde de Albanese Partij van de Arbeid vele hervormingen door. 
Hoxha erfde een door oorlog verwoest land. In zijn eigen woorden waren er op een bevolking van één miljoen 28.000 doden, 12.600 gewonden, 10.000 politieke gevangen in Duitsland en Italië, 35.000 dwangarbeiders, 850 van de 2.850 nederzettingen verwoest, alle communicatiefaciliteiten, havens, mijnen en krachtcentrales en landbouwvoorzieningen verwoest, en de nationale economie tot niets teruggebracht.
Toen hij aan de macht kwam, aan het einde van de Tweede Wereldoorlog, was de levensverwachting in Albanië slechts 40 jaar, en een overweldigende meerderheid (80-85%) van de bevolking analfabeet. Er bestond vrijwel geen industrie (wat er had bestaan was tijdens de Italiaanse bezetting verwoest), en sommige ziekten die elders uitgeroeid waren, waren  wijdverspreid. De kindersterfte liep zelfs op tot 40%. Onder Hoxha's dictatuur werden de moerassen gedempt (met dwangarbeid), daalde het analfabetisme tot 31%, steeg de levensverwachting sterk en kregen vrouwen gelijkheid. Ook werd de eerste universiteit van Albanië opgericht in 1957 in de hoofdstad Tirana. De economische strategie van Stalin en Mao volgend, ondernam Hoxha een grootschalig programma van industrialisatie en vernietiging van de feodale verhoudingen die Albanië daarvoor kenmerkten, zoals bloedvete, en werden landhervormingen doorgevoerd (voorheen bezaten 100 Albanese landeigenaren één-derde van alle landbouwgrond). Tegen 1980 vormde industrie de helft van het bruto nationaal product van Albanië, was het platteland voorzien van elektriciteit, en de landbouw gecollectiviseerd. Mede om deze redenen geniet Hoxha een zekere populariteit onder Albanezen, bijvoorbeeld in Kosovo. Op sommige plaatsen, zoals de bazaar van Krujë, worden zelfs souvenirs met Hoxha's beeltenis verhandeld.
In lijn met de communistische ideologie keerde Hoxha zich fel tegen religie, temeer daar dit het volk zou verdelen. De meeste Albanezen waren moslim, maar er waren ook omvangrijke christelijke minderheden. Kerkelijk bezit werd genationaliseerd, er werd een staatskerk afgekondigd, religieuze leiders mochten zich niet met buitenlandse organisaties inlaten, en buitenlandse geestelijken werden het land uitgezet. Moeder Teresa mocht haar familie niet bezoeken, omdat Hoxha haar als een agent van het Vaticaan zag. Plaatsnamen die naar religie verwezen werden gewijzigd, ouders moesten voor de naam van hun baby kiezen uit een lijst met 3.000 goedgekeurde namen waaruit verwijzingen naar Abrahamitische religies geweerd werd. Baarden, door de regering geassocieerd met westerse losbandigheid, orthodox christendom en islam, werden verboden omdat ze ´onhygiënisch´ zouden zijn. Kerken en moskeeën werden gesloopt. In 1967 werd Albanië tot atheïstische staat uitgeroepen.
De maatregelen gingen gepaard met een zeer harde repressie. De Albanese veiligheidsdienst (Sigurimi), hanteerde op de NKVD en Stasi gelijkende repressieve methoden. Er bestond een systeem van strafkampen, de bevolking werd streng gecontroleerd, informatiestromen en de pers werden door de regering beheerst en gecensureerd, en er werd vooral met wantrouwen gekeken naar religie en naar contacten met het westen. Foltering en politieke executies waren gemeengoed. Aan het eind van Hoxha´s regime zou wellicht een derde van de Albanese bevolking in aanraking zijn geweest met de Albanese veiligheidsdienst. In 1968 werd het iedere Albanees verboden het land te verlaten, tenzij hier gegronde redenen voor waren (overtreding van deze regel was onder artikel 47 van het Albanese Wetboek van Strafrecht een daad van landverraad waarop de doodstraf stond). In 1985 bedroeg het aantal gevangenen rond de 32.000. Het aantal politieke executies onder Hoxha´s regering zou tussen de 5.000 en 25.000 hebben gelegen.
Vanaf 1976 werden atheïsme en autarkie officiële richtlijnen van de staat, zodat iedere religieuze uiting strafbaar werd en handelsbanden met het buitenland werden beëindigd.
In juni 1970 baarde het regime van Hoxha opzien, door de directie van de Nederlandse voetbalclub Ajax een brief te sturen met het verzoek om de lange haren, snorren en baarden van de spelers te laten knippen. Lang haar stond in Albanese ogen voor westerse losbandigheid van The Beatles en andere jongerenculturen. De spelers van Ajax moesten hun haardos knippen en hun baarden en snorren afscheren. Ook de rokjes van de spelersvrouwen mochten niet te kort zijn en moesten tot over de knieën vallen.

### Bunkers
Hoxha stond erop dat de onafhankelijkheid van zijn land zeker gesteld zou worden en liet daarom ongeveer 173.000 bunkers bouwen op iedere plek die maar enigszins van strategisch belang was. Hij liet de ondoordringbaarheid van een van de eerste bunkers testen door het gezin van de architect in een bunker op te sluiten en deze te onderwerpen aan heftige beschietingen. In de jaren 1975-1978 liet hij voor zichzelf en zijn militaire staf een gigantische vijf verdiepingen tellende ondergrondse atoombunker bouwen. Ook werden burgers getraind met wapens om te gaan en werden in het hele land wapendepots aangelegd. Mocht een buitenlandse macht Albanië binnenvallen, dan zou de gehele bevolking direct gemobiliseerd kunnen worden.
Deze laatste maatregel kreeg een staartje toen in 1997, na de dood van Hoxha en de val van het communisme, een financiële crisis uitbrak die veroorzaakt was doordat vrijwel de gehele bevolking in investeringsfondsen had geïnvesteerd die ponzifraudes bleken te zijn. Woedende gedupeerden gingen de straat op om hun geld terug te eisen en hielden de regering verantwoordelijk. Uiteindelijk escaleerde de situatie, en plunderden de burgers deze wapendepots. Een deel van deze wapens is uiteindelijk in Kosovo terechtgekomen, waar ze gebruikt werden door de UCK in de Kosovo-oorlog.

### Dood
Na zijn dood in 1985 werd in Tirana een piramidevormig mausoleum annex museum voor hem gebouwd, maar zijn stoffelijk overschot heeft daar niet lang gerust. Enkele jaren later sloot het museum zijn deuren en werd het gebouw een cultuurcentrum. Er zijn plannen geweest om op deze plaats het nieuwe parlementsgebouw te bouwen. De piramide, die recent gerestaureerd is en uitgerust is met trappen, is nu een uitkijkpunt op de stad en wordt gebruikt om workshops te geven, exposities te houden en andere culturele activiteiten te organiseren.
Hoxha werd na zijn dood opgevolgd door Ramiz Alia, die het laatste communistische staatshoofd van het land werd.

## Familie
Enver Hoxha was getrouwd met Nexhmije Hoxha. Samen kregen ze twee zonen, Ilir en Sokol, en een dochter, Pranvera, die als architecte onder meer het Nationaal Skanderbegmuseum te Krujë en het mausoleum van haar vader in Tirana ontwierp.

## Afbeeldingen

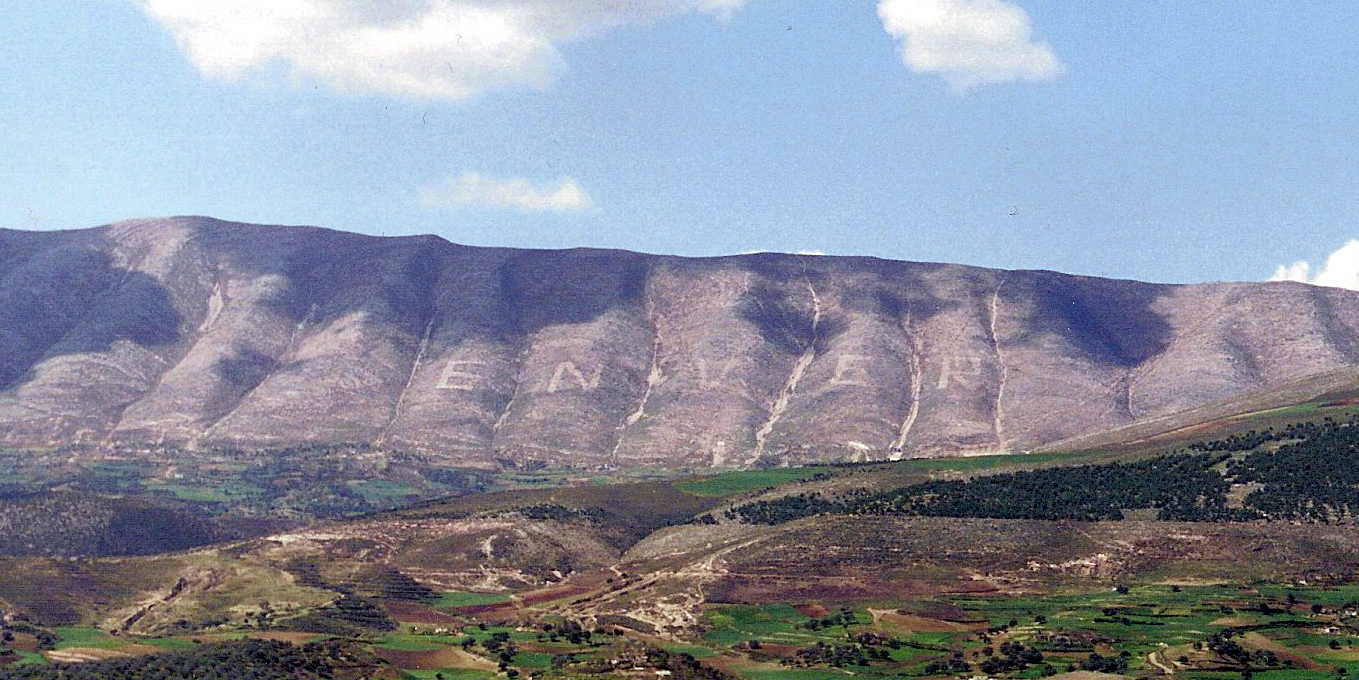
Bergrug in Albanië met de voornaam van Hoxha erop
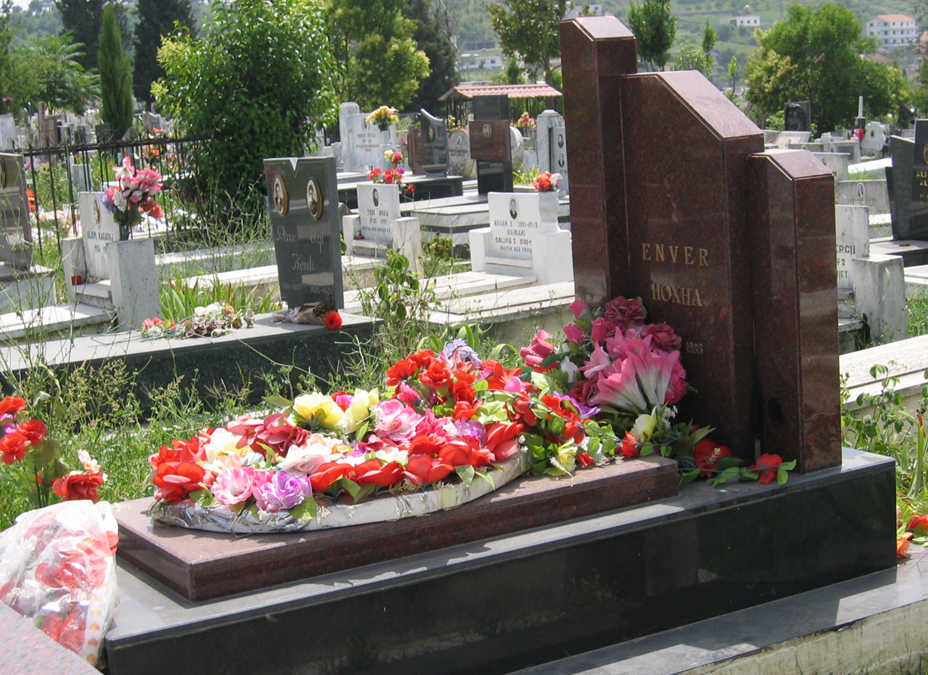
Graf van Enver Hoxha

- Bibsys: 90165944
- Biblioteca Nacional de Chile: 000505390
- Biblioteca Nacional de España: XX973436
- Bibliothèque nationale de France: cb119017946 (data)
- Catàleg d'autoritats de noms i títols de Catalunya: 981058515536906706
- CiNii: DA03851864
- Gemeinsame Normdatei: 118553879
- International Standard Name Identifier: 0000 0001 0930 018X
- Library of Congress Control Number: n79081298
- Nationale Bibliotheek van Letland: 000242302
- Nationale Bibliotheek van Tsjechië: jn19981001479
- Nationale bibliotheek van Australië: 35209717
- Nationale Bibliotheek van Israël: 987007262883105171
- Nationale Bibliotheek van Polen: a0000001728655
- Nationale Bibliotheek van Roemenië: 000104134
- Nationale en Universitaire bibliotheek Zagreb: 000173244
- Nederlandse Thesaurus van Auteursnamen: 068272014
- Réseau des bibliothèques de Suisse occidentale: 02-A000081531
- Russische Staatsbibliotheek: 000111761
- Istituto Centrale per il Catalogo Unico: CFIV097309
- LIBRIS: 299303
- SNAC: w6ht69mt
- Système universitaire de documentation: 026851695
- Semantic Scholar: 93132108
- Trove: 866492
- Virtual International Authority File: 103967331
- WorldCat: E39PBJrWC9hk4QJJcyhvKXBVmd